# Berthold Furtmeyr

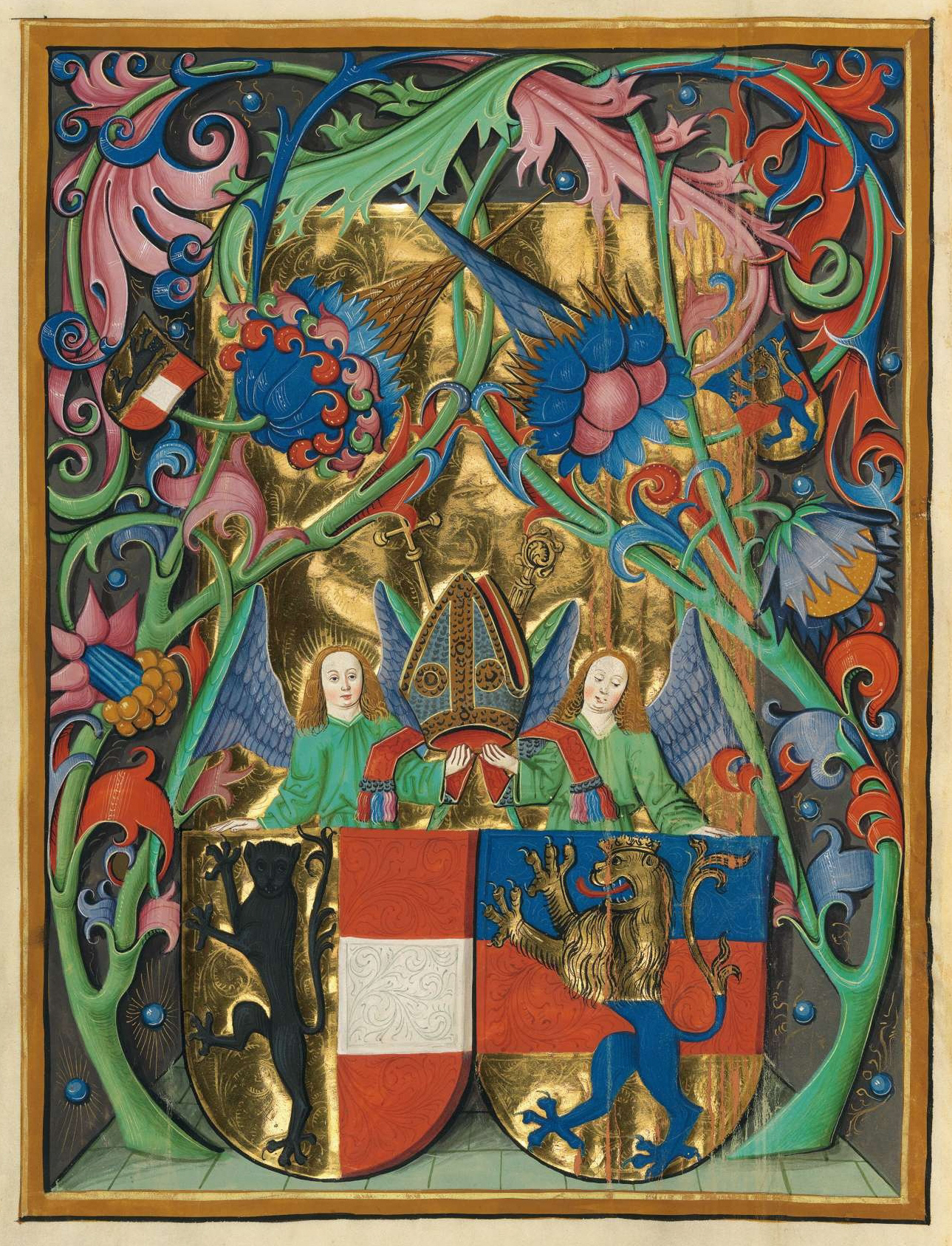
Miniatur in Band 1 des Salzburger Missale (nach 1482) BSB Clm 15708

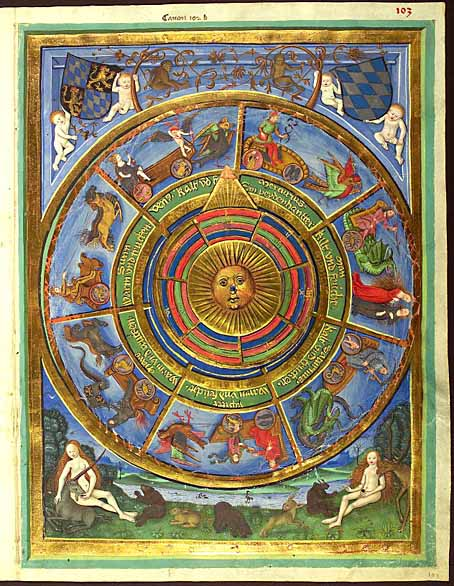
Folio 103r aus dem Heidelberger Schicksalsbuch (nach 1491), das ein ganzseitiges Astrolabium mit drehbarer Scheibe zur Bestimmung der Planetenstunden zeigt

Berthold Furtmeyr war ein Miniaturmaler des 15. Jahrhunderts. Er ist zwischen 1470 und 1501 als Bürger von Regensburg nachweisbar.
1470 findet sich sein Name in der Inschrift eines Alten Testaments, die beiden Bände wurden 1468 von G. Rorer geschrieben und zwischen 1470 und 1472 mit Miniaturen versehen. Furtmeyr steuerte hierbei neben zahlreichen kleinen Deckfarbenbildern auch verschiedene Initialen und das Rankenwerk bei. Verantwortlich war er auch für die Ausmalung des sogenannten fünfbändigen Salzburger Missales, das als Furtmeyrs Hauptwerk gilt. Die Arbeit wurde in den Jahren 1478 bis 1489 durchgeführt und befindet sich heute in der Bayerischen Staatsbibliothek in München.

## Werk
- Salzburger Missale (1478 bis 1489), BSB Clm 15708 - 15712
- Münchener Furtmeyr-Bibel (Altes Testament, dt., 1465 bis 1470), BSB Cgm 8010a